# Agalliopsis clavata
Agalliopsis clavata är en insektsart som beskrevs av Nielson och Carolina Godoy 1995. Agalliopsis clavata ingår i släktet Agalliopsis och familjen dvärgstritar. Inga underarter finns listade i Catalogue of Life.